# Johann von Montfort-Castres
Johann von Montfort (französisch: Jean de Montfort; † 1. Dezember 1300 in Foggia) war Graf von Squillace sowie Herr von Castres, La Ferté-Alais und Bréthencourt. Er war ein Sohn des Philipp II. von Montfort und der Johanna von Lévis-Mirepoix.

Wappen Johanns von Montfort

Nach dem Tod seines Vaters auf dem Kreuzzug von 1270 übernahm Johann dessen Erbe. Er gehörte dem französischen Adel im Königreich Sizilien an, der sich dort seit der Eroberung des Karl von Anjou etabliert hatte. Er unterstützte seinen Vetter Guy de Montfort bei dessen Rehabilitierung, nachdem dieser 1271 den englischen Prinzen Henry of Almain ermordet hatte. 1273 übernahm Johann das Amt des königlichen Kämmerers. Nach dem Ausbruch der sizilianischen Vesper 1282 nahm er am Kampf gegen den König von Aragón teil. Dabei stand er ab 1285 dem Regenten (Generalkapitän) Robert von Artois zur Seite, welcher das Königreich Neapel während der Abwesenheit König Karls II. regierte. Nachdem Robert von Artois im Herbst 1291 nach Frankreich abgereist war, wurde Johann zu dessen Nachfolger im Amt des Generalkapitäns des Königreichs ernannt und nahm somit an der Seite des Königs die höchste Position im Staat ein.
Johann war drei Mal verheiratet:
- mit Isabella Meletta, Tochter des Kämmerers Manfredo Maletta und Urenkelin Kaiser Friedrichs II.;
- mit Giovanna di Fasanella, Tochter des Pandolfo di Fasanella;
- mit Marguerite de Beaumont, Tochter und Erbin des Pierre de Beaumont, Graf von Montescaglioso.

Da er keine Kinder hatte fielen seine französischen Besitzungen an seine Schwester Eleonore und deren Ehemann, Graf Johann V. von Vendôme (Haus Montoire). Die Grafschaft Squillace fiel an die sizilianisch-neapolitanische Krone.